# Petrogenes
Petrogenes är en gren inom Petrologi som behandlar bergarternas bildning, särskilt de stelnades, vanligen med hänsyn tagen till de fysikaliskt-kemiskaa förhållanden under vilka de olika mineralen urskiljas ur den ursprungliga magman.